# Austin-Healey 3000

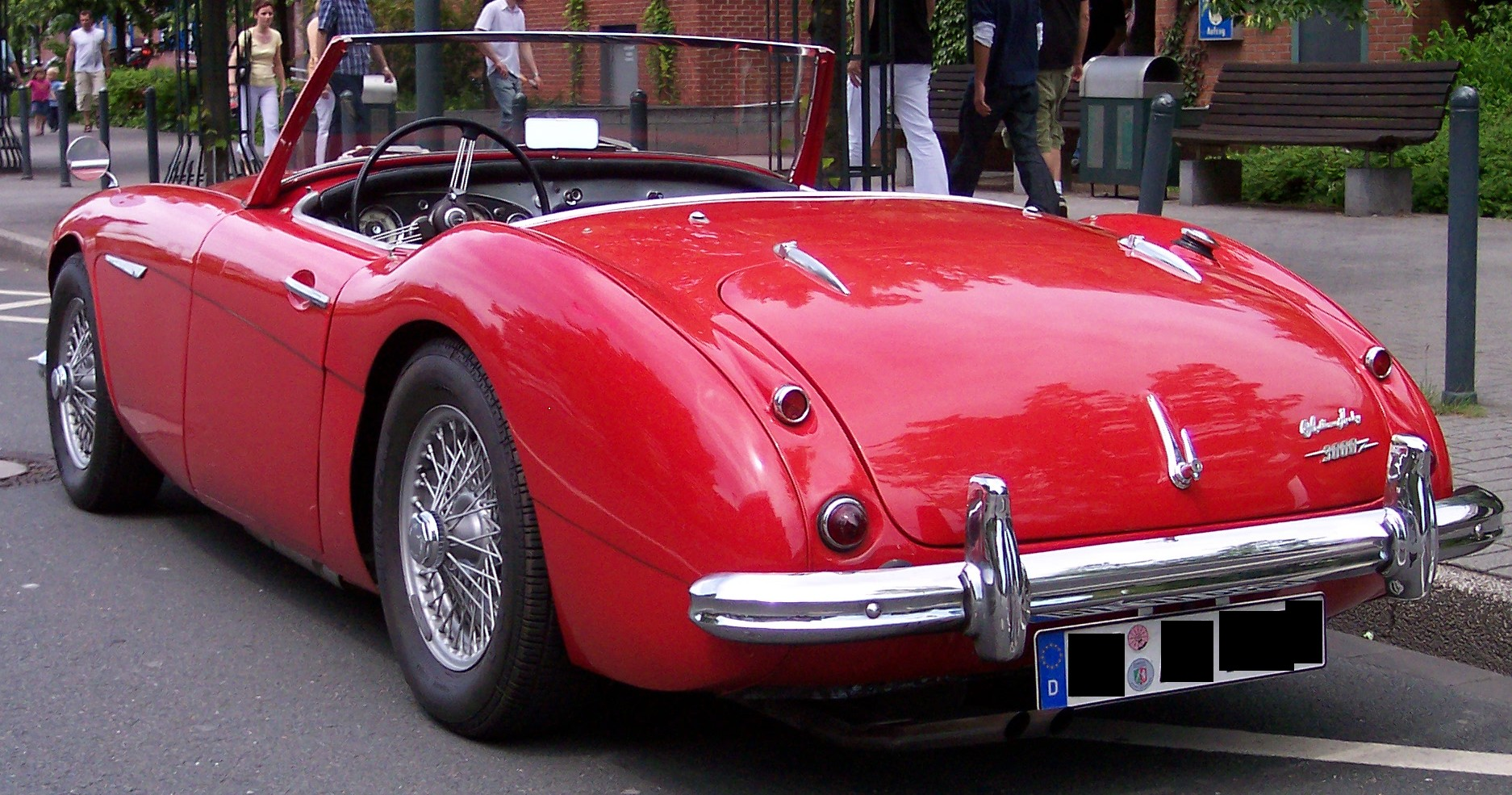
Austin Healey 3000 MkI

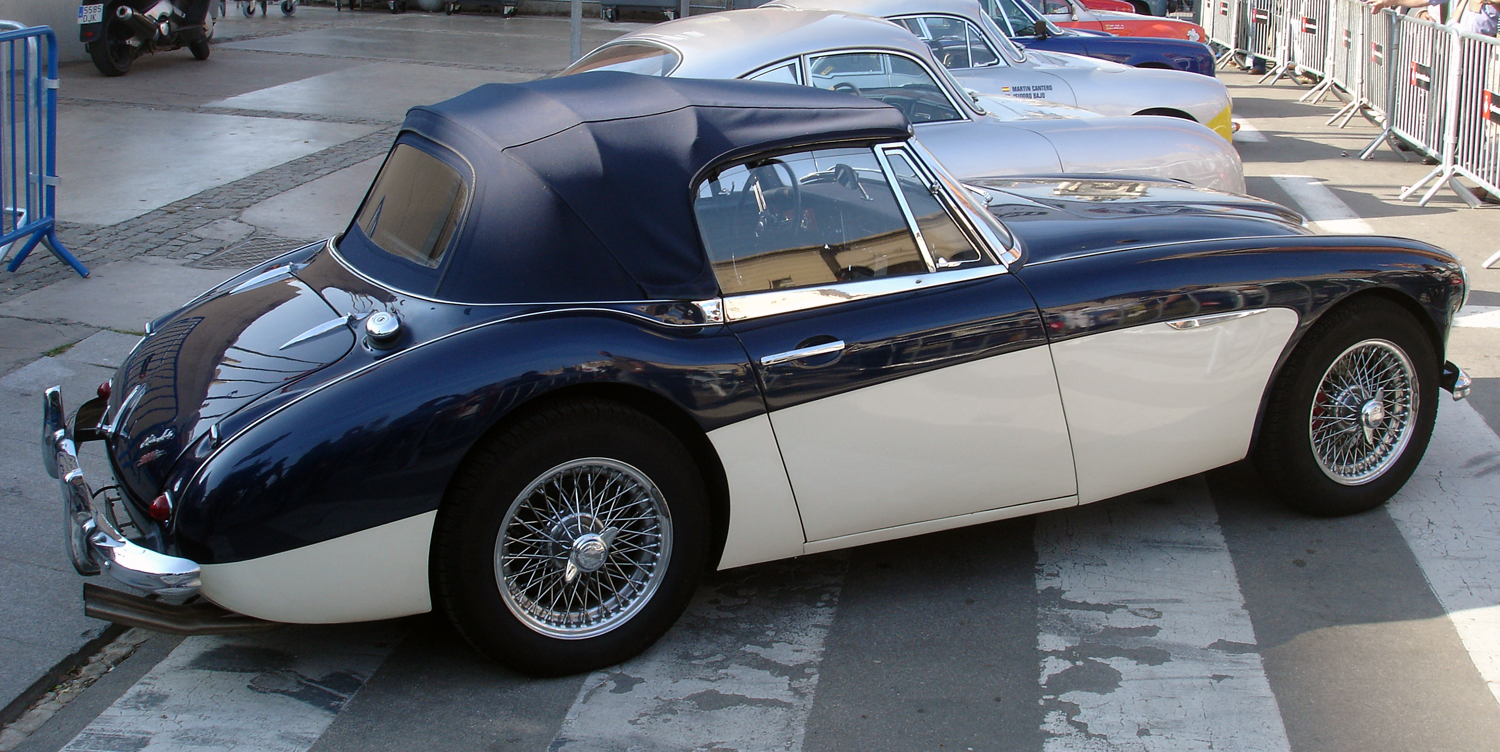
Austin Healey 3000 MkIII

Austin Healey 3000 byl sportovní automobil vyráběný v letech 1959 až 1967 britskou automobilkou Austin-Healey. Jeho předchůdcem byl typ 100 Six. Vůz byl velice úspěšný především ve Spojených státech, kam mířila velká část produkce.

## Historie výroby
Model 3000 se poprvé objevil v roce 1959 pod označením 3000 MkI jako nástupce typu 100 Six. Ten vycházel z modelu 100, který se představil v roce 1952 na autosalonu v Earls Court. Jednalo se o první model značky Austin Healey, který měl vyplnit mezeru mezi vozy MG a Jaguar. Model 100 zaznamenal překvapivý úspěch, ovšem zejména ze Spojených států vzešla poptávka po luxusnějším vozu,
a tak se v roce 1956 objevila modernizovaná verze 100 Six, která ovšem nenavázala na úspěchy svého předchůdce.
Model 3000 MkI, přezdívaný „Big Healey“ zdědil po svém předchůdci stejně pohledný tvar nízko posazené dvousedadlové karoserie s oválnou mřížkou chladiče, kterou se výrazně lišil od původního typu 100, ovšem největší změny se udály pod kapotou. Vůz dostal zdokonalený šestiválec s objemem 2912 cm3 a výkonem 124 koní, díky němuž se vůz mohl pohybovat rychlostí až 185 km/h. Navíc dostal např. kotoučové brzdy na přední nápravu nebo na přání dodávaný rychloběh a drátěný výplet disků kol.
Vůz se dodával v dvousedadlové verzi s označením BN7 nebo v provedením 2+2 BT7.
V roce 1961 se začal prodávat model MkII s výkonem zvýšeným na 132 koní a se třemi karburátory SU.
O rok později se mírně pozměnil vzhled karoserie. Vůz dostal zakřivené přední sklo, skládací střechu
a lišil se i vertikálně uspořádanými lištami masky chladiče. Kromě provedení BN7 a BT7 si bylo možné
pořídit i verzi BJ7 se stahovacími bočními okny.
Posledním typem byl MkIII vyráběný od roku 1964 do roku 1967. Jednalo se o nejluxusnější a také nejrychlejší model řady 3000. Se zdokonalením sáním se výkon zvýšil na 148 koní, díky čemuž se
maximální rychlost pohybovala těsně pod hranicí 200 km/h. Navíc vůz dostal posilovač brzd a v
interiéru přibyla přístrojová deska z ořechového dřeva. Největším odbytištěm vozu byly vždy Spojené státy, a tak není divu, že výrobu v roce 1967 zastavily právě americké bezpečnostní předpisy. Koncern BMC (British Motor Corporation) se snažil vůz nahradit vozem MGC, ovšem neúspěšně.
Celkem se vyrobilo 42 926 vozů, které v současnosti patří mezi nejvyhledávanější britské sportovní
automobily 60. let.

## Technické specifikace
- Motor: řadový šestiválec
- Objem: 2912 cm3
- Výkon: 124 – 150 k
- Převodovka: 4stupňová, na přání rychloběh
- Max. rychlost: 185 – 195 km/h
- zrychlení 0 na 100 km/h: 9,5 – 10,8 s
- Počet vyr. vozů: 42 926